# Santovenia (Segovia)
Santovenia es una localidad en la provincia de Segovia, en el territorio de la Campiña Segoviana, en la Comunidad Autónoma de Castilla y León, España. Está a una distancia de 28 km de Segovia, la capital provincial.

## Historia
De fundación medieval, dentro del Sexmo de la Trinidad de la Comunidad de Ciudad y Tierra de Segovia. Tuvo un monasterio que dependió de la Abadía de Párraces y una ermita llamada de la Virgen de Prados.
Su nombre puede deberse a su patrona Santa Eugenia (o Eufemia), advocación su iglesia parroquial.
Perteneció al municipio de Jemenuño hasta 1970, hasta que ambas se integraron en  Santa María la Real de Nieva. Hasta su anexión a Jemenuño en el siglo XIX, fue un municipio independiente.

## Demografía
| 50            | 46 | 46 | 45 | 42 | 42 | 41 | 43 | 37 | 30 | 30 | 25 |
| (Fuente: INE) |    |    |    |    |    |    |    |    |    |    |    |

## Cultura

### Patrimonio
- Iglesia parroquial de Santa Eufemia o Santa Eugenia, de origen románico. Destaca su campanario de espadaña de dos cuerpos, añadido en el siglo XVIII como sus bóvedas. Contaba con un altar en honor de San Bartolomé;
- Ermita de la Virgen de Matamala, se cita por primera vez como la iglesia en el siglo XVI, por un arreglo del retablo de Nuestra Señora.[3]

### Fiestas
- Santa Eugenia, patrona, el 8 y 9 de enero;
- Virgen de Matamala, el primer fin de semana de julio. Cuenta con una con romería.